# Bruno Pires
Bruno Manuel Pires Silva, conegut com a Bruno Pires, (Redondo, districte d'Évora, 15 de maig de 1981) és un ciclista portuguès, que va ser professional des del 2002 fins al 2016. Del seu palmarès destaca el Campionat nacional en ruta de 2006.

## Palmarès
- 2006
  -  Campió de Portugal en ruta
- 2007
  - Vencedor d'una etapa a la Volta a l'Alentejo
  - Vencedor d'una etapa al Gran Premi Internacional Paredes Rota dos Móveis
- 2008
  - Vencedor d'una etapa a la Volta a l'Alentejo
- 2010
  - Vencedor d'una etapa a la Volta a l'Alentejo

### Resultats al Giro d'Itàlia
- 2011. No surt (5a etapa)
- 2013. 61è de la classificació general

### Resultats a la Volta a Espanya
- 2012. 97è de la classificació general